# Asartodes
Asartodes é um gênero de mariposa pertencente à família Crambidae.